# プファッフェンホーフェンの戦い
プファッフェンホーフェンの戦い（プファッフェンホーフェンのたたかい、独: Schlacht bei Pfaffenhofen）は、1745年4月15日に行われたオーストリア継承戦争における戦闘である。オーストリア軍と、フランス軍とプファルツ軍の連合軍が戦い、オーストリア軍が勝利した。

## 背景
1744年冬、第二次シュレージエン戦争が始まってオーストリア軍が東のベーメン、シュレージエンに移ったことからバイエルンは自領を回復し、皇帝カール7世もミュンヘンに戻ることができた。ところがプロイセンがオーストリアに敗北してシュレージエンに後退したことにより、すぐにまたオーストリア軍の侵攻を受けなければならなかった。
そんな中、かねてより健康を損ねていたカール7世が45年1月20日に死去し、まだ17歳のマクシミリアン・ヨーゼフが選帝侯位を継いだ。若すぎる彼の即位は苦しいバイエルンの戦争継続をさらに困難なものにしたが、オーストリアと和平を結ぶか、徹底抗戦するかで重臣たちは二手に分かれて争い、マクシミリアン・ヨーゼフも決断を下せなかった。
オーストリアのマリア・テレジアは、バイエルンを早期に屈服させる目的でバイエルンに対して冬の間から圧迫を強めていた。そして否応なく和平を受け入れさせるべく、自軍にミュンヘンへの進軍を命じた。バイエルンには援軍は、セギュールのフランス軍と、フランクフルト同盟によって派遣されてきたプファルツとヘッセン＝カッセルのそれぞれ若干の部隊しかおらず、劣勢は覆せなかった。

## 戦闘
3月、冬営を閉じないうちに連合軍はオーストリア軍の進撃を受けた。このとき、バイエルンの主力が東から進撃するブラウン軍に相対している間に、バティヤニー軍は北から迂回攻撃をかけることに成功し、連合軍は各個に分断され後退を行わねばならなかった。4月15日、バティヤニー軍はプファッフェンホーフェンに達してセギュール軍に接近しこれを攻撃した。
プファルツの部隊をその内に含む、セギュール軍はプファッフェンホーフェンの街の西の丘に陣を敷いて、接近してくる敵部隊に砲撃を浴びせて抵抗を試みたが、オーストリア軍の軽歩兵パンドゥールに街に侵入されて攻撃された。優勢な敵に包囲されることを恐れてセギュールは抵抗を断念し、パール川まで撤退しようとしたが、この過程でオーストリア軍の執拗な追撃を受けた。
プファルツの部隊はその主な経費をフランスが支払っていたが、兵士の士気は低く、セギュールの撤退命令を敗走と受け取ってパニックを起こし、逃亡者が相次いだ。そこへオーストリア軍のフザールが追撃に現れたのでセギュール軍はさらなる打撃をこうむった。18時ごろ、セギュールはなんとかホーエンヴァルトで北岸に渡河したが、多数の兵と物資の全てを失った。これ以上の追撃から逃れるために、セギュールはさらに強行軍でレヒ川を目指して撤退した。

## 結果
ミュンヘンの北の守りを失って、マクシミリアン・ヨーゼフはアウクスブルクに逃れ、バティヤニー軍はミュンヘンを占領した。この戦いと、それによるミュンヘン占領は、バイエルンの抗戦の意思を打ち砕く役割を果たした。マクシミリアン・ヨーゼフはオーストリアへの抵抗を断念して講和受け入れを決断し、フュッセン条約が締結されてバイエルンは継承戦争から脱落した。

## 参考資料
- 林健太郎、堀米雇三 編『世界の戦史6 ルイ十四世とフリードリヒ大王』（人物往来社、1966年）
- Reed Browning『The War of the Austrian Succession』（New York: St Martin's Press、1993年）
- David Chandler『The Art of Warfare in the Age of Marlborough』（UK: SPELLMOUNT、1990年）
- de:Schlacht bei Pfaffenhofen (20:31, 15. Feb. 2009 UTC)
- en:Battle of Pfaffenhofen (20:44, 5 June 2009 UTC)